# Heves
Heves er en af de 19 provinser i Ungarn. Provinsen har et areal på 3.637 kvadratkilometer, og et indbyggertal (pr. 2001) på ca. 325.000. 
Heves' hovedstad er Eger, der også er provinsens største by.
- Wikimedia Commons har flere filer relateret til Heves

47°50′N 20°15′Ø / 47.83°N 20.25°Ø